# Chosun Ilbo
El Chosun Ilbo (en hangul, 조선일보; en hanja, 朝鮮日報; significado, ‘El Diario de Corea’) es uno de los principales periódicos de Corea del Sur, fundado en 1920. Con una circulación diaria de más de 2,2 millones, el Chosun Ilbo ha llevado a cabo inspecciones anuales desde que la Oficina de Auditoría de Circulaciones fue establecida en 1993. Chosun Ilbo y su empresa subsidiaria, Chosun Digital, operan el sitio web de noticias Chosun.com, que también publica versiones web del periódico en inglés, chino y japonés.